# Cymatophorima
Cymatophorima är ett släkte av fjärilar som beskrevs av Arnold Spuler 1908. Cymatophorima ingår i familjen sikelvingar.
Släktet innehåller bara arten Cymatophorima diluta.